# Plougonvelin
Plougonvelin település Franciaországban, Finistère megyében. Lakosainak száma 4520 fő (2022. január 1.). Plougonvelin Le Conquet, Locmaria-Plouzané, Ploumoguer és Trébabu községekkel határos.

## Népesség
A település népességének változása:
| Lakosok száma | 1442 | 1738 | 2167 | 3525 | 3946 | 4083 | 4174 | 4183 | 4299 | 4520 |
|               | 1968 | 1982 | 1990 | 2006 | 2013 | 2015 | 2017 | 2019 | 2020 | 2022 |